# Jack Hirshleifer
Jack Hirshleifer, né le 26 août 1925 et mort le 26 juillet 2005, est un économiste américain.
Il est principalement connu pour ses travaux sur l'incertitude et l'information en économie, l'analyse économique des conflits, la bioéconomie (application des lois de la mécanique à l'économie) et la gestion des biens publics.

## Biographie
Hirshleifer finit sa licence à Harvard en 1945 puis son doctorat en 1950. Il travailla à la RAND Corporation à Santa Monica entre 1949 et 1955. Il enseigna ensuite à l'Université de Chicago de 1955 à 1960 et à l'Université de Californie jusqu'en 2001. Il publia notamment Price Theory and Applications, un manuel scolaire édité sept fois.
Son article de 1958 marqua le retour de la théorie du capital et de l'intérêt développée par Irving Fisher au début du 20e siècle. 

## Travaux sur la gestion des biens publics
Les biens publics sont des biens non rivaux (la consommation de ce bien par un agent n'empêche pas un autre agent de le consommer aussi) et non excluables (on ne peut pas empêcher une certaine population de consommer ce bien). En 1954, Paul Samuelson avait établi que le niveau de production d'un bien public {\displaystyle Q} pouvait être représenté comme la somme des contributions individuelles à ce bien :
{\displaystyle Q=\sum _{i=1}^{n}{q_{i}}}
Cela implique que {\displaystyle {\frac {\delta Q}{\delta q_{i}}}=1}, c'est-à-dire que les contributions des agents sont parfaitement substituables.
En 1983, Hirshleifer ouvre un cadre plus général en considérant que {\displaystyle {\frac {\delta Q}{\delta q_{i}}}\in [0,1]} . Cela lui permet de classer les biens publics selon trois formes.

### Sommation
La production totale de bien public est la somme des contributions individuelles à ce bien. On peut alors reprendre la forme développée par Samuelson :
{\displaystyle Q=\sum _{i=1}^{n}{q_{i}}}
Il s'agit par exemple de biens publics tels que la préservation de la faune et la flore, ou de la lutte contre le réchauffement climatique : la fourniture de ces biens dépend des efforts de tous les individus/pays.

### Maillon faible
Les biens publics de type maillon faible (weakest link) sont des biens dont la production totale est déterminée par le niveau de contribution de celui qui contribue le moins. On peut alors formaliser cela comme :
{\displaystyle Q=min\left\{q_{1},q_{2},\ldots ,q_{n}\right\}}
Hirshleifer illustre cela en prenant l'exemple d'un pays fictif : Anarchia. Il s'agit d'une île parfaitement circulaire où chaque citoyen possède un terrain (pas forcément de taille égale) allant de la côte jusqu'au centre de l'île (chaque terrain a donc une forme de part de gâteau). Ce territoire ne possède pas de gouvernement, chaque individu prend ses propres décisions. Anarchia est menacée par la mer et il faut donc protéger l'île avec des digues. Or, une digue n'est efficace que si elle est de même hauteur sur toute la côte. En effet, si tous les individus sauf un construisent une digue, leurs efforts n'empêcheront pas l'inondation car l'eau passera par le terrain de l'individu qui n'a pas construit de digue. De même, rien ne sert de construire des digues très hautes si l'un des individus n'a pas les moyens d'atteindre la même hauteur que les autres. 
Dans cette situation, la fourniture du bien public (ici la sécurité des habitants de l'île) dépend donc uniquement du niveau de contribution de celui qui contribue le moins.

### Maillon fort
À l'inverse, les biens publics de type maillon fort (best shot) sont des biens dont la production totale est déterminée par le niveau de contribution de celui qui contribue le plus. On peut alors formaliser cela comme :
{\displaystyle Q=max\left\{q_{1},q_{2},\ldots ,q_{n}\right\}}
Tout comme les biens publics de type maillon faible, il existe plusieurs d'exemples de biens publics de type maillon fort, ou qui tendent vers cette représentation. Dans Why Cooperate ?, Scott Barrett décrit une situation (fictive) dans laquelle un astéroïde menace de percuter la Terre. Le bien public alors considéré est la survie de l'espèce humaine, et pour cela, il est nécessaire de détruire l'astéroïde en lui envoyant des missiles. La fourniture dépend uniquement de la puissance de destruction de celui ayant le plus de missiles. Ce n'est pas l'effort des petits pays qui va déterminer l'issue de cette situation, seulement celui du pays le plus puissant.

## Publications
- Investment, Interest, and Capital, Prentice/Hall International, 1970 (ISBN 978-0135029558)
- Price Theory and Applications, Prentice/Hall International, 1976 (ISBN 978-0521523424)
- The Analytics of Uncertainty and Information, Cambridge, Cambridge University Press, 1994 (ISBN 9781139167635)
- The dark side of the force: economic foundations of conflict theory, Cambridge, Cambridge University Press, 2001 (ISBN 9780521009171)